# Yootha Joyce
Yootha Joyce Needham (Wandsworth, 20 de agosto de 1927 - Londres, 24 de agosto de 1980) fue una actriz británica nacida en el sur de Londres, de padres músicos. 

## Biografía
En 1956 se casó con el actor Glynn Edwards, pero el matrimonio acabó en divorcio en 1968. Fue a través de Edwards como Yootha alcanzó notoriedad con el renombrado grupo de teatro Joan Littlewood, debutando en el cine en 1962 con Sparrows Can't Sing.
En los años 60 y 70 se convirtió en un personaje muy familiar por su aparición en numerosas series y películas como actriz de reparto; entre los filmes destacan A Man for All Seasons (1966) de Fred Zinnemann y Charlie Bubbles (1967), dirigido y protagonizado por Albert Finney. Pero no fue hasta 1973 cuando desempeñó un papel estelar, el de Mildred Roper en la innovadora serie Man About The House (Un hombre en casa), serie que se grabó hasta 1976.
Cuando esta serie acabó se escribió un episodio piloto para un «spin-off» (secuela o derivación): George y Mildred (Los Roper), que se emitió por primera vez en 1976. George y Mildred se trasladaban desde su casa londinense de Middleton Terrace a un adosado en Peacock Crescent, Hampton Wick. Muchas de las aventuras hilarantes de la pareja se centran en el deseo de Mildred de mejorar sus relaciones sociales con sus vecinos a pesar de la forma de ser de George.
En 1980 se rodó la película George And Mildred, último trabajo de Yootha, pues a pesar de estar pendiente la grabación de la sexta temporada, falleció en un hospital de fallo hepático cuatro días después de cumplir 53 años. Era el 24 de agosto de 1980, y la muerte le llegó después de una larga batalla contra el alcoholismo. El actor Brian Murphy, su marido en la pantalla, estaba a su lado en ese momento.